# Kosovos tennisförbund
Kosovos tennisförbund (albanska: Federata e Tenisit e Kosovës) är ett ledningsorganet i tennis i Kosovo. Det grundades år 1996 i Peja. Förbundets nuvarande ordförande är Agim Islami.